# Cathédrale du Sacré-Cœur de Davenport
Pour les articles homonymes, voir Cathédrale du Sacré-Cœur.
La cathédrale du Sacré-Cœur de Davenport dans l'Iowa est la paroisse de la cathédrale pour le diocèse de Davenport. Elle est inscrite dans le Registre national des lieux historiques, en tant que complexe de la cathédrale du Sacré-Cœur. Cette désignation comprend la construction de l'église, le presbytère et l'ancien couvent. Son emplacement à Cork Hill, quartier de la ville peuplée par des immigrants irlandais, lui donne le surnom de la cathédrale de Cork Hill.
La paroisse a été fondée en tant que Sainte-Marguerite, en 1856, et devient une cathédrale en 1881. Le premier curé de la paroisse était un prêtre français immigré, le Père André Trevis. La cathédrale actuelle a été consacrée le 15 novembre 1891.  Le pape Léon XIII a donné sa permission de renommer la cathédrale, et elle est devenue la première cathédrale des États-Unis dédiée au Sacré-Cœur de Jésus.
Des messes sont également célébrées en vietnamien en raison de la croissance de la communauté vietnamienne dans la ville, depuis la fin de la guerre du Vietnam.

## Illustrations

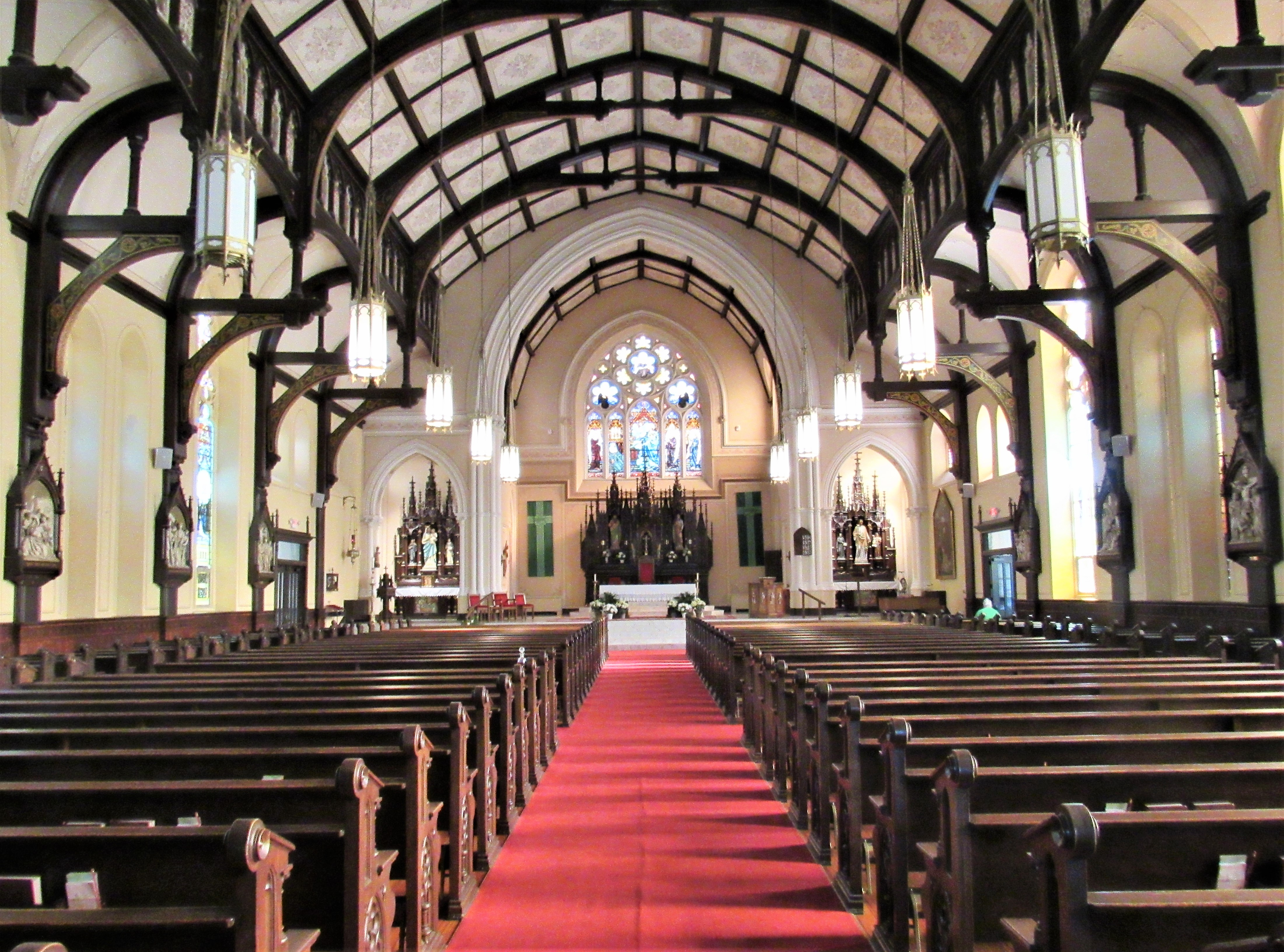
Cathédrale intérieur
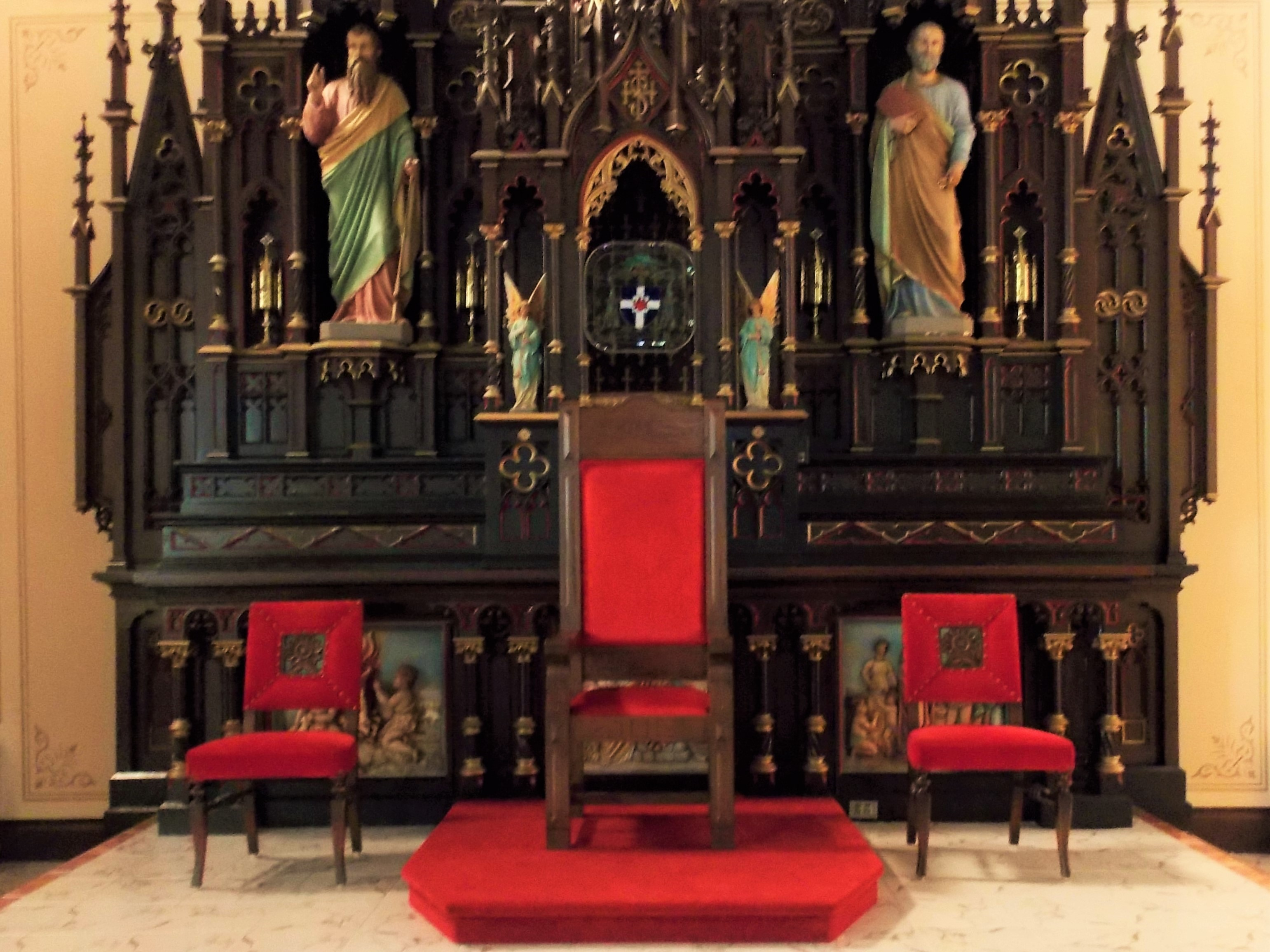
Cathèdre
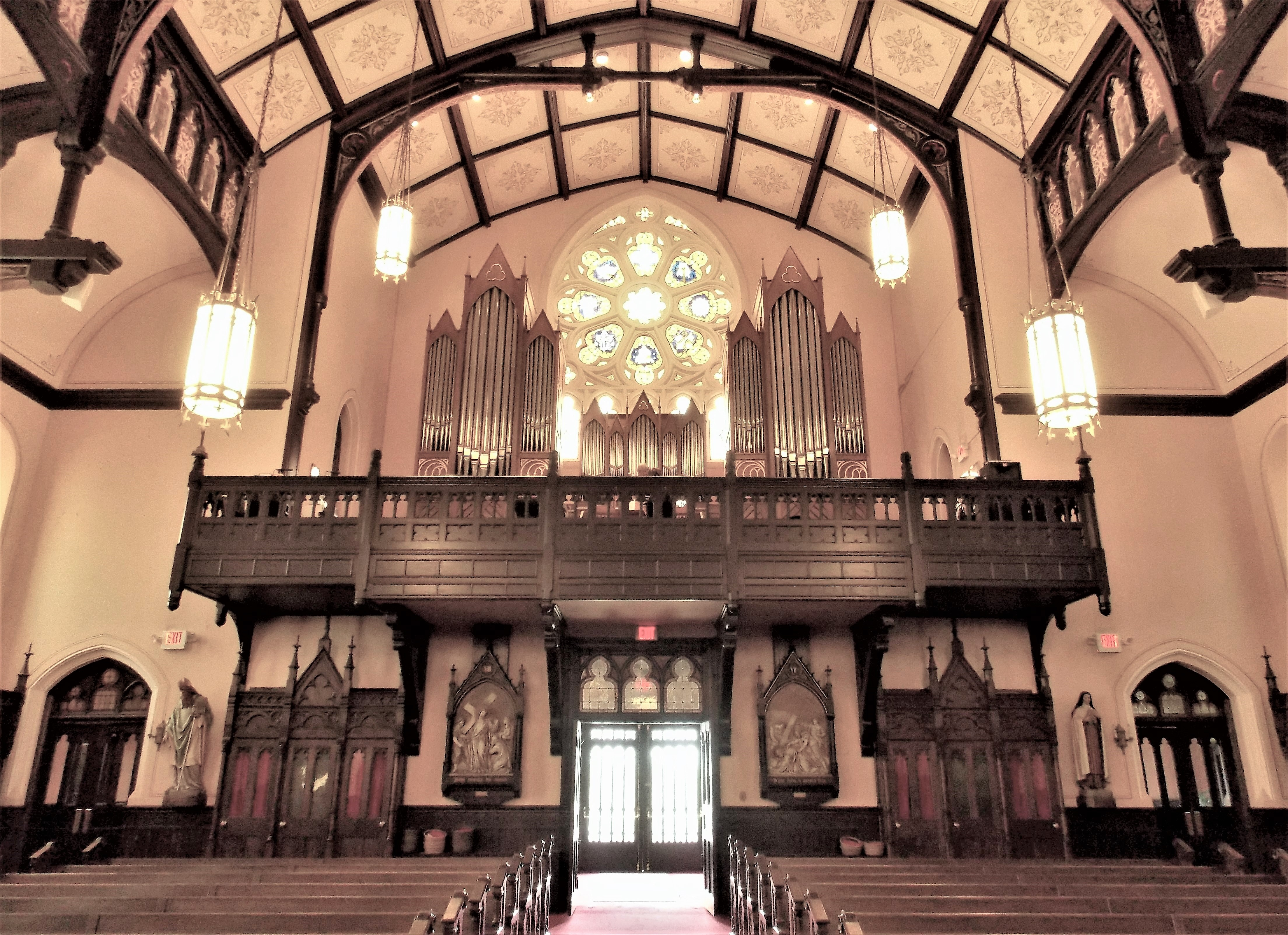
Buffet d'orgue dans la galerie
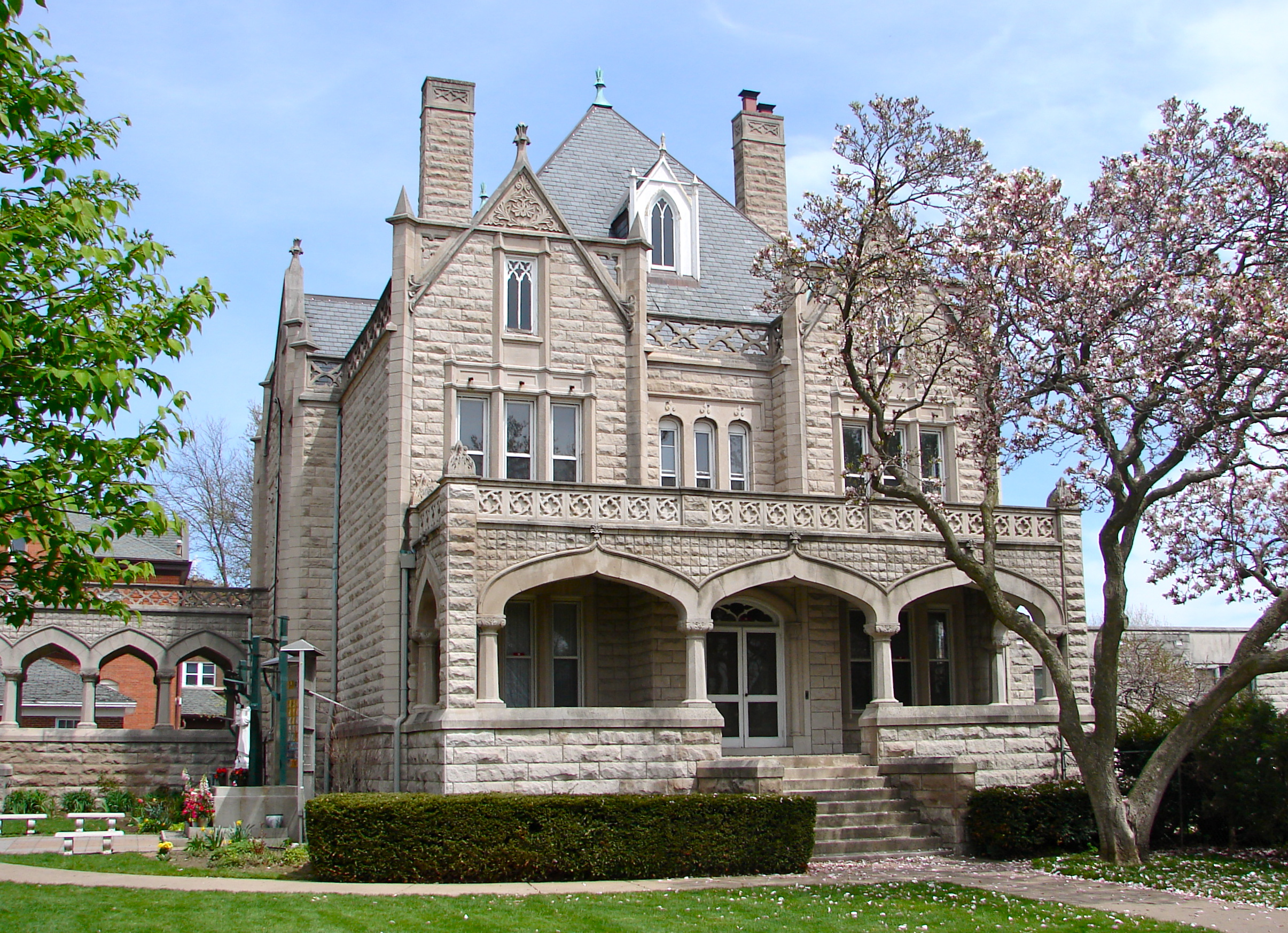
Presbytère
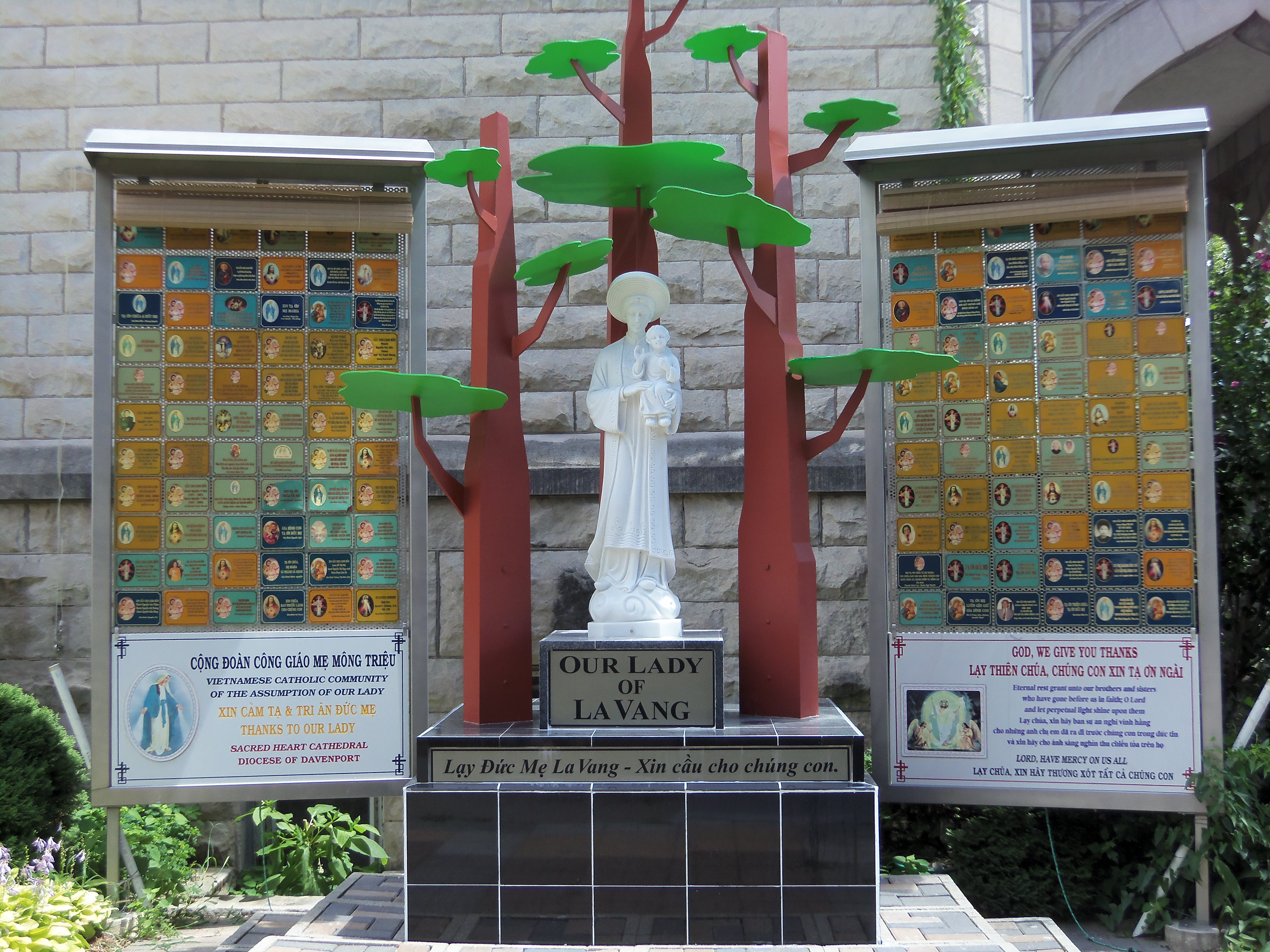
Notre-Dame de La Vang